# Neoregelia cruenta
Neoregelia cruenta är en gräsväxtart som först beskrevs av Robert Graham, och fick sitt nu gällande namn av Lyman Bradford Smith. Neoregelia cruenta ingår i släktet Neoregelia och familjen Bromeliaceae. Inga underarter finns listade i Catalogue of Life.

## Bildgalleri

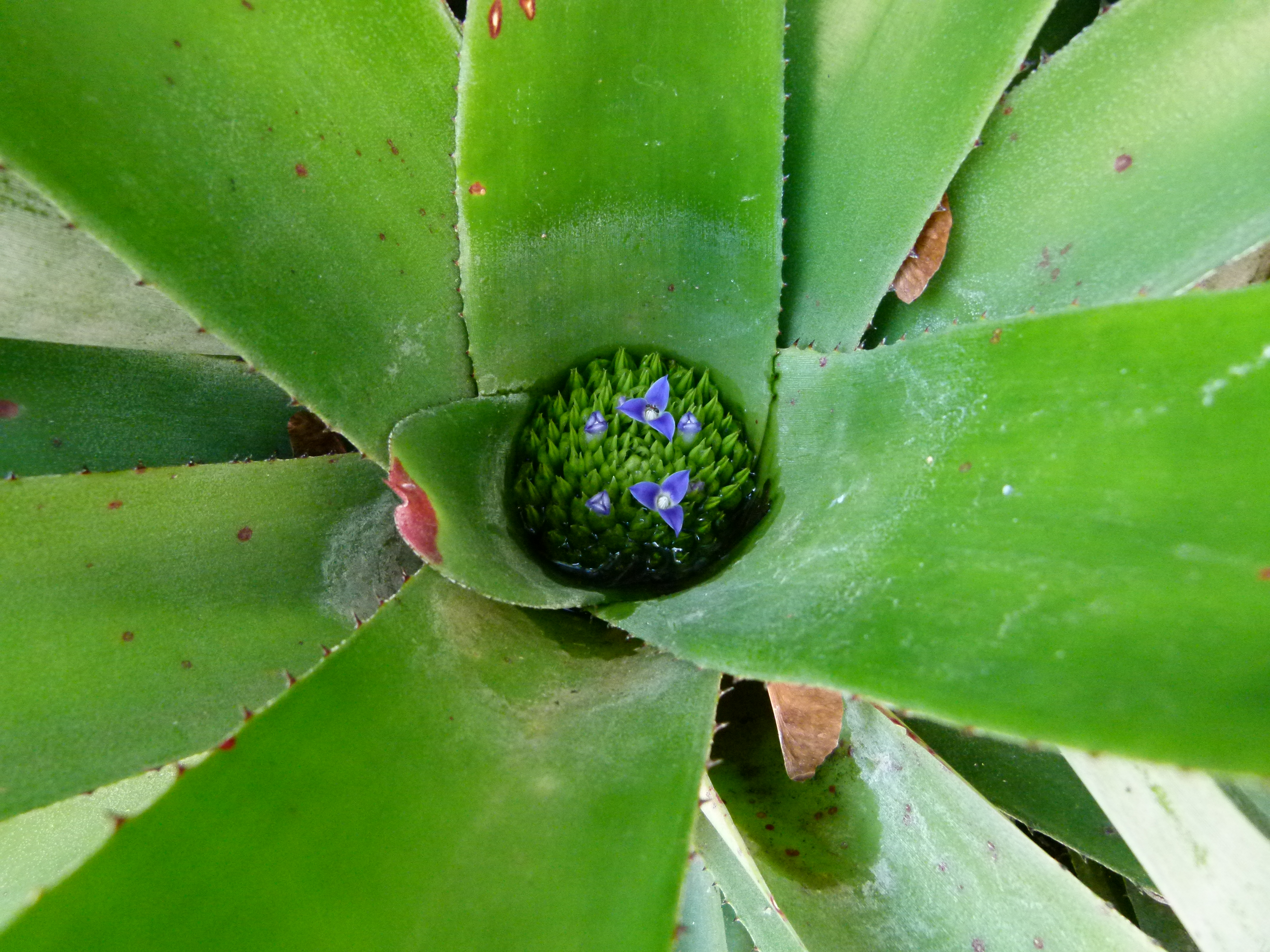